# SimLife
SimLife è un videogioco prodotto nel 1992 dalla Maxis. Il gioco è basato sulla simulazione di un ecosistema; i giocatori possono modificare la genetica di piante e animali che abitano il mondo virtuale. L'obiettivo è quello di creare un ecosistema autosufficiente.
I produttori di SimLife lo chiamano "The Genetic Playground". Questo gioco consente agli utenti di esplorare l'interazione tra forme di vita e ambienti. La modifica delle caratteristiche genetiche degli esseri che compongono l'ambiente è volto a sperimentare se e come nuove specie possono adattarsi 
a vivere nell'ambiente terrestre. Esiste inoltre la possibilità di creare nuovi mondi con ambienti diversi, sempre per osservare l'interazione tra questi e gli esseri viventi terrestri.
SimLife dà ai giocatori il potere di:
- Creare e modificare i mondi;
- Creare e modificare le caratteristiche genetiche di piante e animali;
- Costruire ambienti ed ecosistemi distinti;
- Studiare la genetica in azione;
- Simulare e controllare l'evoluzione;
- Cambiare la fisica dell'universo.

## Giochi simili
- E.V.O.: Search for Eden
- Impossible Creatures
- Spore